# Будівля готелю «Бристоль»
Будівля готелю «Бристоль» — будівля в Сімферополі, пам'ятка культурної спадщини України 4635-АР. Наказ МКтаТ України від 24.09.2008 № 1001/0/16-08.
Розташування: вулиця Долгоруківська, 5, літер «А».

## Історія
Побудований у першої половині XIX століття. Першим документом про готель, що зберігся, є список купців по місту Сімферополю за 1875 рік. У ньому вказано будинок купця Емабля на Довгоруківській вулиці, і говориться, що в ньому є готель, в якому працює швець.
У 1870-ті роки готель було перебудовано.
У 1885 році В. Х. Кондаракі згадує готель під назвою «Лівадія», наряду з «Петербурзьким» та «Золотим якорем»  — як найкращі.
Пізніше готель називався «Росія». У газеті «Крим» за 18 травня 1899 року розміщено рекламу власника Д. Д. Кравця: «Готель „Росія” поблизу всіх присутніх місць, найбільший. Номери в повному порядку, за дуже помірними цінами від 75 копійок до 3 рублів на добу. Номери віддаються щомісячно від 10 руб. та дорожче з безоплатним самоваром. Також при готелі є кабінети, ресторан та кухня. Можна мати найвишуканіші страви».
Того ж року готель «Росія» був перебудований та названий «Бристоль», що став поза конкуренцією з іншими місцевими готелями: п'ятдесят розкішно оброблених витончених номерів, мармурові ванни та душі, електричне освітлення, телефон та комісіонери.
У 1914 році при готелі було відкрито «кафе-шантан».
У радянський час готель передали під житло для нужденних. За роки експлуатації будівлі, що вже нікому не належала, вона поступово приходила в старий стан.
У 1980-х роках мешканці міста виступили на захист історичної спадщини: біля будівлі колишнього готелю «Бристоль» люди влаштували цілодобове чергування та домоглися скасовування її знесення.
В результаті при реконструкції був повністю збережений фасад колишнього готелю, а сам будинок був акуратно розібраний і збудований заново. Тому зараз лише фасад будівлі зберіг історичний вигляд. Усередині ж це сучасна будівля.
У 2000-х роках провели реконструкцію, у тому числі відновили балкон.
У 2008 році Наказом Міністерства культури і туризму України будівля готелю була включена до реєстру пам'яток місцевого значення як пам'ятка архітектури та містобудування.
У 2010 році будинком володів Європейський банк розвитку та заощаджень.